# El Corazón
El Corazón – miasto w Ekwadorze, w prowincji Cotopaxi, siedziba kontonu Pangua.